# Effet marginal
Pour l’article homonyme, voir Marginal.
En économie, l'effet marginal est l'effet d'une modification à la marge d'une variable économique. En d’autres termes, étant donné une première variable dépendant d'une seconde, l'effet marginal est la variation de la première induite par une « faible » perturbation de la seconde.
Mathématiquement, l'effet marginal d'une variable {\displaystyle X} sur une variable {\displaystyle Y} s'exprime au moyen de la dérivée ou encore de la dérivée partielle si {\displaystyle Y} dépend également d'autres variables :
{\displaystyle E_{m}={\frac {dY}{dX}}} ou {\displaystyle E_{m,X}={\frac {\partial Y}{\partial X}}.}

Par exemple :
- Le coût marginal est le coût additionnel pour produire une unité supplémentaire d'un bien.

- L'utilité marginale est l'augmentation du bien-être d'un consommateur occasionnée par la consommation d'une unité supplémentaire de bien. Dans la théorie économique, on fait l'hypothèse que cette utilité marginale décroît avec la consommation.